# Barème Worldscale
Le barème Worldscale est un recueil contenant le nom de tous les terminaux pétroliers du monde entier, grands ou petits. Il est réédité annuellement par l'Association Internationale des Transporteurs Maritimes. 

## Contenu
Pour chaque terminal, le recueil indique tous les moyens mis à la disposition des tankers (tankers, barges, supertankers) pour accoster, charger et décharger le pétrole brut ou les produits finis. 
Les inconvénients dus à la configuration géographique du terminal (le tirant d'eau par exemple) sont également précisés.
Pour chaque terminal, on indique également la distance entre ce terminal et les autres terminaux pour une catégorie donnée de tankers. 
Avec cette distance, on donne un coût de transport en dollars US, révisable annuellement, en se référant à une catégorie de tankers. 

### Les chiffres figurant dans ce barème
Ce sont les prix de revient à la tonne transportée, sur chaque relation, d'un navire standard de caractéristiques bien définies (75 000 dwt se déplaçant à la vitesse de 14.5
nœuds…) et d'autres facteurs tels que les taxes portuaires, les frais de port, et les difficultés d'accès au port…

## Mise à jour
La nouvelle édition parait vers le mois de février de chaque année. 
Ces rééditions prennent en compte certaines variations intervenues dans l'année (prix des soutes, parités monétaires, modifications des frais d'escale, etc.) et reconnues par les transporteurs du monde entier. 
Dans le jargon du métier, on dit de ce coût que c'est un coût « flat ».
Ce coût de transport est appelé le taux flat de transport.

## Qui fixe le coût réel de transport
Il est en réalité négocié entre transporteurs et clients. 
Selon l'équilibre entre l'offre et la demande, le taux WSC réel peut être plus élevé ou moins élevé que le taux flat. 
C'est ainsi que l'on entend souvent, dans le jargon de métier le WS50, WS 100 ou WS 120 par exemple. Pour le WSC 50, le coût réel de transport est de 50 % inférieur au coût « flat » indiqué dans le barème et pour le WS 120, le coût réel est de 20 % plus cher que le coût flat.

### Donnée quotidienne
Chaque matin le journal spécialisé de la profession le Platt's Oil Gramm publie une série de taux et les clients négocient avec les transporteurs en s'appuyant sur ces données publiées. 
Toutes les compagnies sont abonnées aux pages éditées par l'agence Reuters sur Internet afin d'être au courant des fluctuations.